# María Ponce Gallardo
María Ponce Gallardo (Huelva, 3 de mayo de 1980) es una política española. Es senadora en el Senado de España, diputada provincial en la Diputación de Huelva, concejala de turismo en el Ayuntamiento de Aljaraque y coordinadora provincial de Ciudadanos en Huelva.

## Vida política
Desde 2017 hasta septiembre de 2020 fue la secretaria de Comunicación del partido Ciudadanos en la provincia de Huelva, posteriormente y desde el 13 de septiembre de 2020 es la coordinadora provincial de Ciudadanos en la provincia de Huelva.
Desde 2019 es diputada provincial y portavoz del grupo Ciudadanos en la Diputación Provincial de Huelva.
Como resultado de las elecciones municipales de 2019, es la actual concejala de Urbanismo en el Ayuntamiento de Aljaraque (Huelva).
En 2020 fue designada por el Parlamento de Andalucía en el Senado de España por el grupo parlamentario Ciudadanos.
Abandonó la formación Ciudadanos mostrando su disconformidad con el apoyo del partido a la Ley conocida como la Ley del “solo sí es sí” y votando en contra de la misma.

### Cargos en el Senado de España
- Portavoz en la Comisión de industria, turismo y comercio.
- Portavoz en la Comisión de interior.
- Portavoz en la Comisión de asuntos iberoamericanos.
- Portavoz en la Comisión de peticiones.
- Portavoz en la Comisión de reglamento.
- Viceportavoz en la Comisión general de las comunidades autónomas.
- Portavoz den la Comisión de ciencia, innovación y universidades.
- Portavoz en la Comisión de defensa.
- Portavoz en la Comisión de educación y formación profesional.
- Portavoz en la Comisión Mixta de Tribunal de Cuentas.
- Portavoz en la Comisión de Entidades Locales